# Llista de vies romanes

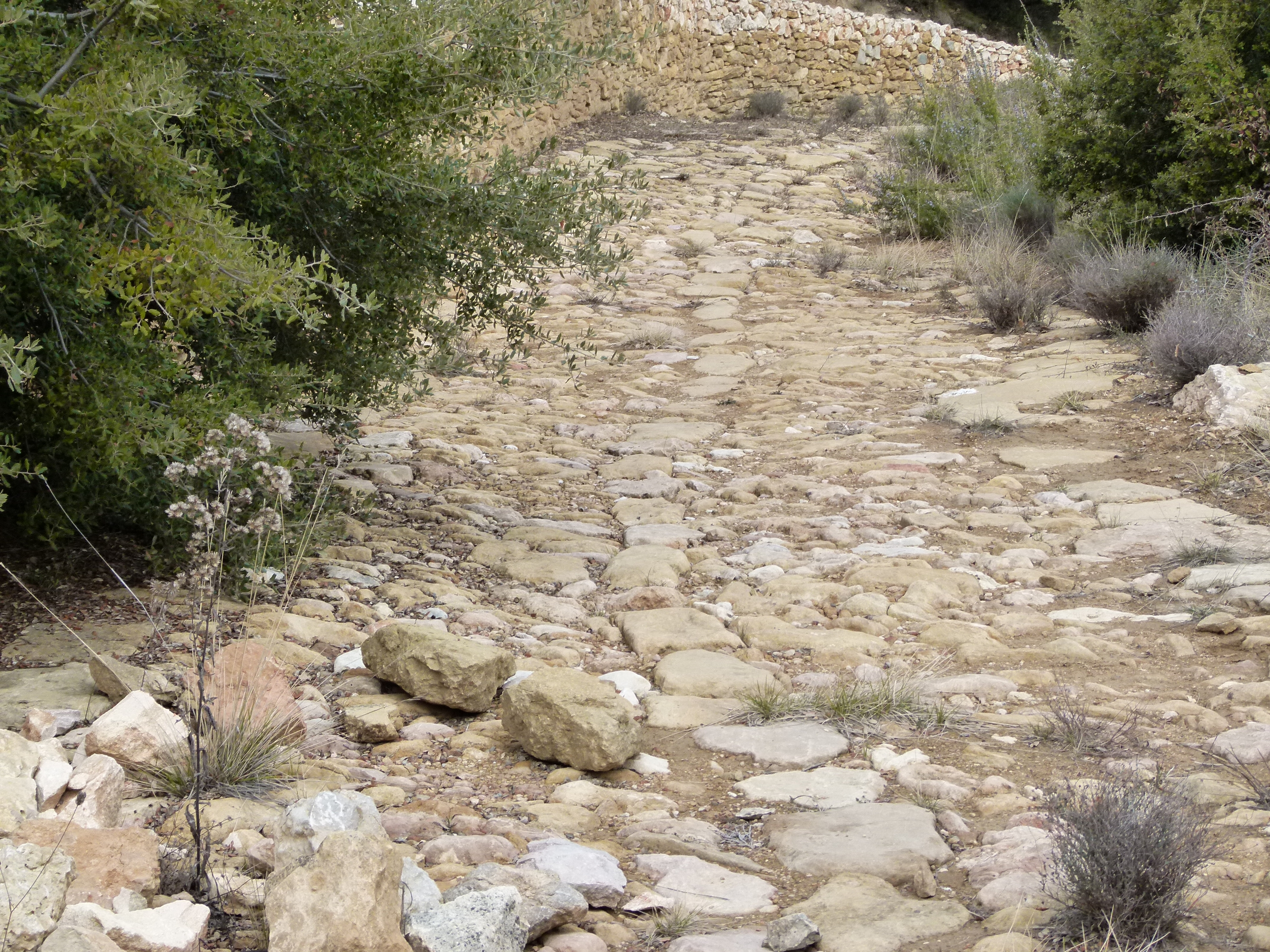
Via romana a Àger.

El següent article mostra una llista de les vies romanes principals. Estan classificades per regions i se'n descriu breument el traçat. Entre parèntesis, i sempre que s'ha pogut, es descriu l'any de fundació de la via i sota quin mandat es va fer. En cursiva els noms llatins.

## Itàlia
- Via Emília: de Rímini (Ariminum), fins a la fi de la Via Flaminia, per Cesena, Bolonya vers Piacenza (Placentia) i Milà (-187 cònsol Marc Emili Lèpid).[1]
- Via Emília Escàuria: Perllongament de la via Aurelia. De Pisa, resseguia la costa lígur per Gènova vers Vado Ligure (Vada Sabatia); d'aquí es convertia en la Via Julia Augusta, vers Piacenza (Placentia) (-109 cònsol Marc Emili Escaure).[2]
- Via Amerina: de Roma vers Amelia (Ameria) i Perusa.[3]
- Via Annia: del port d'Adria, per Pàdua vers Aquileia.(-153 cònsol Titus Annius Luscus).[4]
- Via Àpia: també coneguda com a via Appianna. Es tracta de la via més antiga. De Roma per Albano, Terracina, Càpua, Benevent (Beneventum), Venosa i Tàrent (Tarantum) vers Bríndisi (Brundisium, -264) a la Pulla (-312 cònsol Appi Claudi Cec).[5]
- Via Ardeatina: de Roma per Falcognana vers Ardea (prop de la Pulla).[6]
- Via Aurèlia: de Roma per Orbetello (Cosa), Pisa vers Lucca, Gènova, Savona vers Ventimiglia i vers la Gàl·lia (-241 cònsol Gaius Aurelius Cotta).[7]
- Via Campana: resseguia el Tíber, paral·lelament a la Via Portuense, vers Salina Veienti.[8]
- Via Casilina: de Roma per Anagni, Frosinone vers Casilínum, prop de Cassino.
- Via Càssia: de Roma (ramificació de la Via Flamínia) per Sutri, Viterbo a través de l'Etrúria, i per Arezzo (Aretium) vers Florència (Florentia), i més endavant, per Pistoia vers Lucca i Pisa, on es trobava amb la via Aurèlia (-171).[9]

- Via Caecilia: Ramificació de la Via Salaria per Amiternum (prop de L´Aquila), travessava els Apenins centrals al Passo delle Capanelle i anava cap a Atri (Hatria) i Teramo vers Giulianova (Castrum Novum) vers la costa adriàtica (-142 cònsol Lucius Caecilius Metellus Calvus, o bé -117 amb el cònsol Lucius Caecilius Metellus Diadematus)

- Via Claudia: Traçat mal definit (-312).

- Via Claudia Augusta: Unia la plana del Po amb la província de la Rècia travessant els Alps (-15).[10]Vies romanes a la Península Itàlica.

Vies romanes a la Península Itàlica.

- Via Claudia Nova: Servia per unir la via Caecilia i la via Tiburtina (47).[11]

- Via Clodia: De Roma (ramal de la Via Cassia) per Bracciano i Veiano, s'unia a la Via Aurelia (-225).[12]
- Via Clodia Nova o Clodia Secunda: Resseguia el riu Serchio i enllaçava Lucca amb la via Cassia a l'alçada de Luni (-183).
- Via Collatina Antica: de Roma, del sud del riu Aniene, vers Col·làtia prop de Palestrina (Praenesta).[13]
- Via Domitiana: de Terracina per Pozzuoli (Puteoli) vers Portus Iulius per la badia de Nàpols. Després de Nàpols es dirigia cap a Reggio (Rhegium) (95 Domicià).
- Via Empolitana: de Tívoli (Tibur) a Subiaco.
- Via Farnesiana: Ramificació de la Via Aurèlia, vers Farnese (a l'oest del llac de Bolsena).
- Via Flaminia: de Roma par Narni (Narnia), vers Fano (Fanum Fortunae) o Rímini (Ariminum) (-220 cònsol Gai Flamini).[14]
- Via Flaminia Nuova: Variant més recent de la Via Flamínia, per Spoleto (Spoletum).
- Via Flaminia Minor: també coneguda amb el nom de Via Flaminia militaris. D'Arezzo (Arretium) a Rímini (Ariminum) (-187).
- Via Gallica: de Verona (ramificació de la Via Postumia) per Brescia, Bèrgam vers Milà (Mediolanum).
- Via Julia Augusta (I): Perllongament de la Via Aurèlia i de la Via Postumia, de Gènova per Vado Ligure (Vada Sabatia), resseguia la costa lígur per Albenga (Albigaunum) i Ventimiglia (Albintimilium), després passava pels Alps marítims vers Arle (Arelate) o Tarascó (Tarasco), ja a la Gàl·lia on enllaçava amb la Via Domitia (-13 August).
- Via Julia Augusta (II): D'Aquileia vers el nord per Zuglio (Iulium Carnicum) i pel Plöckenpass vers el Drautal, se separava a Irschen (castrum Ursen) i conduïa per Aguntum (prop de Lienz) i Innichen (Littamum) vers Veldidena (Wilten/Innsbruck), o bé per Teurnia (prop de Spittal) i Virunum (prop de Klagenfurt) vers Iuvavum (Salzburg).
- Via Labicana: de Roma, sortia de la via Latina, per Labicum vers la via Praenestina.
- Via Latina: de Roma, anava al nord des dels Albans, per Anagni, Ferentínum, Frosinone (Frusino) i Liri, vers Càpua, on enllaçava amb la via Àpia.
- Via Laurentina: de Roma a Laurèntum (San Lorenzo, al mar Tirrè).[15]
- Via Nomentana: de Roma a Mentana (Nomentum), antigament anomenada Via Ficulensis vers Ficulea.[16]

- Via Ostiense: de Roma vers Òstia (port de Roma) pel sud del riu Tíber.[17]

- Via Palombarese: Nom medieval de la Via Nomentana vers Polombara Sabina.

- Via Pompea: Resseguia la costa sud de Sicília. De Lilibèon (Marsalan) a Messina (-210 cònsol Marco Valerio Levino).[18]Via Amerina.

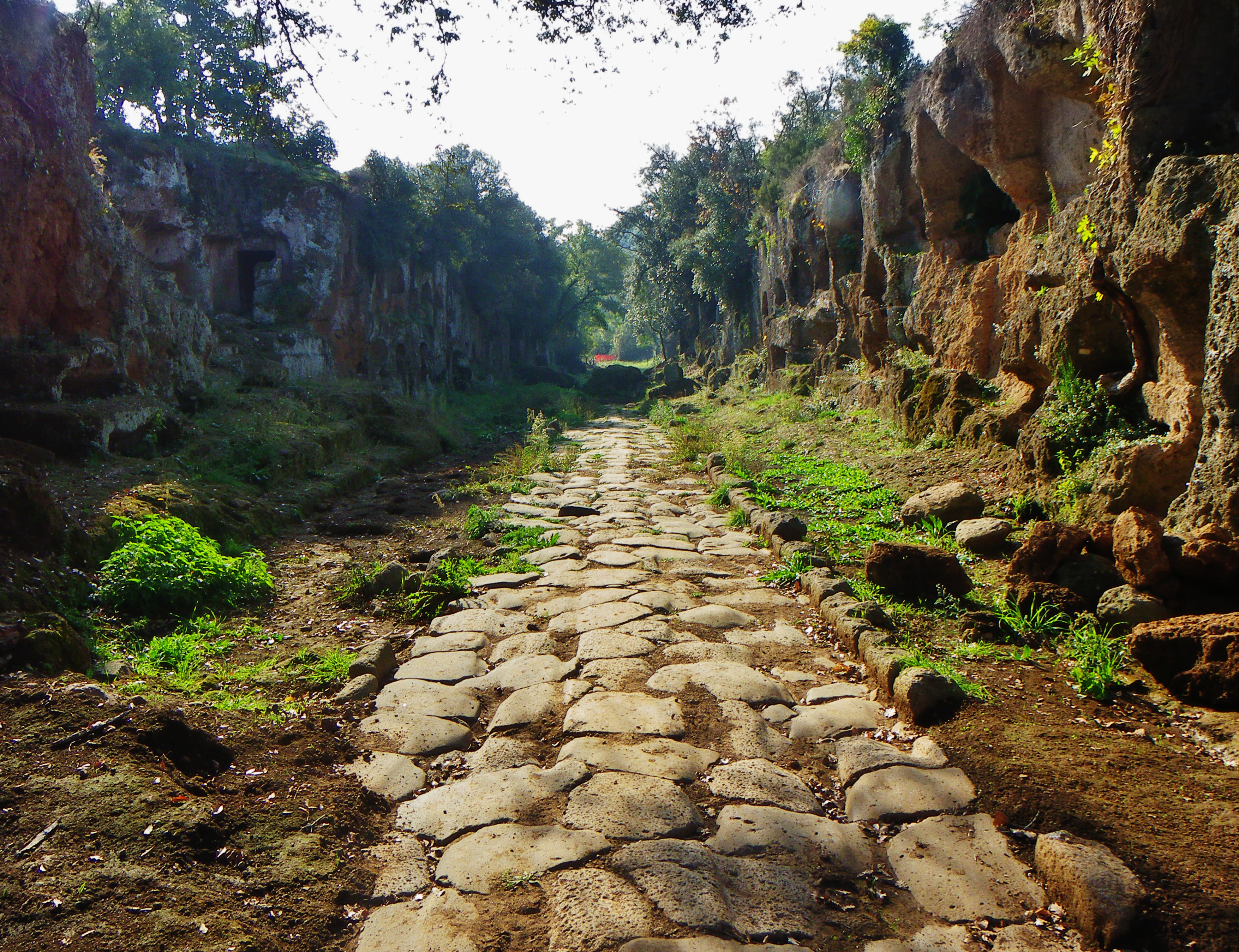
Via Amerina.

- Via Popilia: també anomenada Via Capua-Rhegium. De Càpua, per Nocera (Nuceria), Morano (Moranum), Cosenza (Cosentia), Vibo (Valentia), vers Reggio de Calabria (Rhegium) (-132 consul Publio Popillio Lenate).

- Via Popilia-Annia: de Rimini a Aquileia (-132).

- Via Portuense: de Roma al port de Portus Augusti (Portus Claudii i Portus Traiani), al nord del Tíber (Claudi).

- Via Postumia: D'Aquileia, per Oderzo, Vicenza, Verona, Cremona, Piacenza (Placentia), Voghera (Iria), Tortona (Dertona), Serravalle (Libarna), vers Gènova (-148 Cònsol Postumius Albinus).

- Via Praenestina: de Roma a Palestrina (Praenesta). Anomenada anteriorment Via Gabina.

- Via Sabina: Ramificació de la Via Salaria vers L´Aquila.

- Via Salaria: de Roma per Settebagni, Fara in Sabina, Rieti, Antrodoco, Arquata i Ascoli Piceno vers Porto d´Ascoli vers l'Adriàtic.

- Via Salaria Gallica: de Fossombrone (Forum Sempronii) per Suasa, Ostra, Aesis, Ricina, Urbs Salvia, Falerio vers Ascoli Piceno (Asculum) i les Marques on enllaça amb la Via Flaminia i la Via Salaria, a l'interieor.

- Via Salaria Picena: Enllaçava la Via Flaminia i la Via Salaria. De Fano (Fanum Fortunae) vers Castrum Truentinum per Porto d´Ascoli a l'Adriàtic (ruta costanera).

- Via Salaria Vecchia: D'Ascoli per S.Omero i Giulianova vers Atri, on enllaçava la Via Salaria amb la Via Caecilia.

- Via Satricana: de Roma a Satricum (Borgo Montello prop de Latina). Vegeu Via Ardeatina.

- Via Severiana: D'Òstia a Terracina.

- Via Sublacense: Ramificaciót de la Via Valeria. De la vall de l'Aniene per la Villa di Nerone, vers Subiaco.

- Via Tiberina: de Roma per Capena, Fiano Nazzano, Ponzano i Magliano vers la Via Flaminia.

- Via Tiburtina: de Roma a Tibur (Tívoli). Després continuava com a Via (Tiburtina) Valeria (-286 Marcus Valerius Maximus).

- Via Tiburtina Valeria També coneguda simplement amb el nom de Via Valeria. Perllongament de la Via Tiburtina per la vall de l'Aniene, prop de l'antic llac de Fucino; recorria la costa adriàtica vers Pescara.

- Via Traiana: Alternativa a l'antiga via Appia. De Benevent per Ascoli Satriano, Canosa di Puglia, Ruvo i Bitonto vers Bari (Adria), i en tant que Via Traiana Costiera (ruta costanera) o bé en tant que Via Traiana Interna (per l'interior), a través de Rutigliano i Conversano, després vers Brundísium (109 Marcus Ulpius Traianus, Trajà).

- Via Traiana Calabra: Perllongament de la Via Traiana, de Brundísium a Òtranto.

- Via Tuscolana: de Roma a Túsculum.
- Via Valeria Siciliana: Resseguia la costa nord de Sicília. De Messina a Lilibèon (Marsala) (-210 cònsol Marco Valerio Levino).[18]

## Gàl·lia

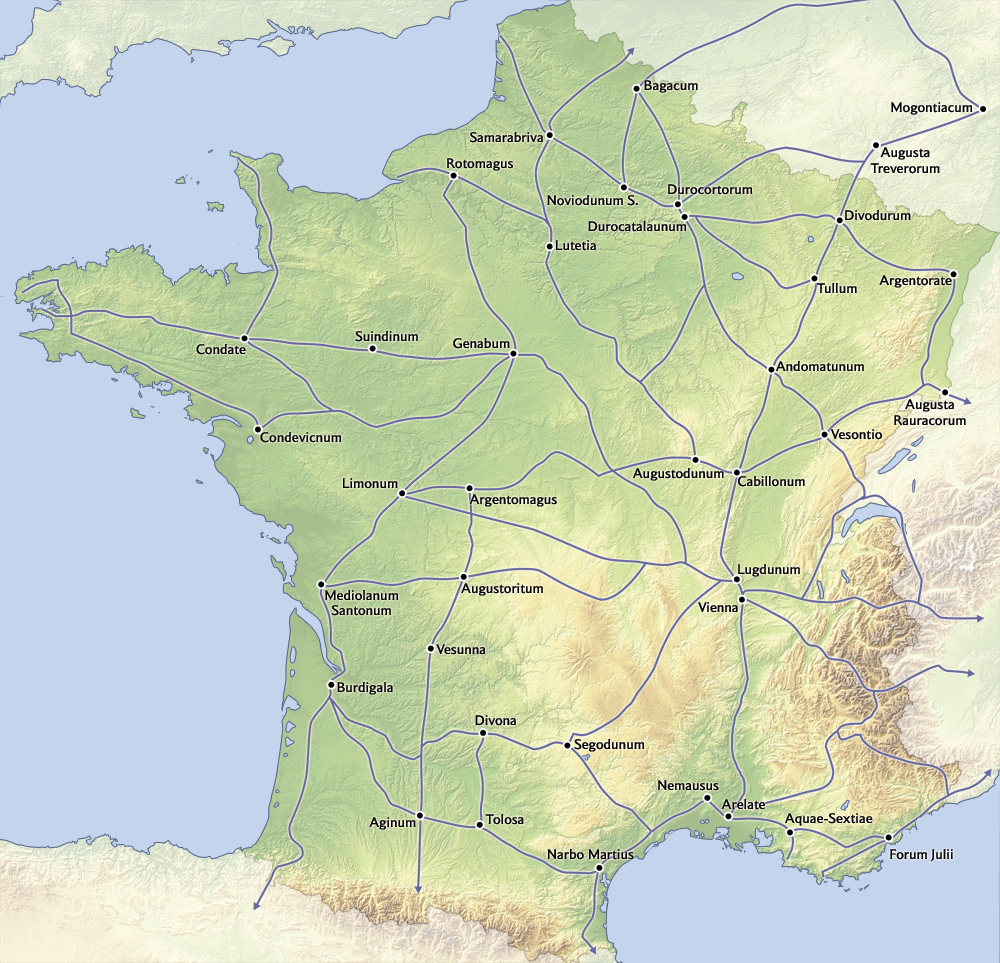
Vies romanes de la Gàl·lia.

- Vies romanes de la Gàl·lia.Via Agripa: D'Arles per la vall del Roine, per Aurenja i Valença vers Lió (Lugdunum), després per Amiens (Samarobriva) vers Boulogne-sur-Mer (Gesoriacum) (segons els autors, creada entre -39 i -13 Marcus Vipsanius Agrippa).[19]

- Via Agrippinensis: També coneguda com a Via Belgica. De Bavay a Colònia (Colonia Claudia Ara Agrippinensium).[20]

- Via romana Langres-Metz: Enllaçava Andemantunnum amb Divodurum Mediomatricorum.
- Calçades Brunehaut: Nom donat a l'Edat mitjana a diverses vies de la Gàl·lia belga, al nord del Sena.[21]
- Calçada de Juli Cèsar: de Lutècia (Lutetia) a Rouen (Rotomagus).
- Calçada de la reina Blanca: Enllaçava Lutècia i Beauvais.
- Via Aquitània: de Narbona (ramificació de la Via Domitia) per Tolosa de Llenguadoc i Bordeus vers la costa atlàntica.[22]
- Via Domitia: perllonga la Via Augusta (que anava a la península Ibèrica) pel coll de Panissars, prop del coll del Pertús (als Pirineus orientals), per Narbona i Besiers vers Nimes (Nemausus), Bèlcaire, Cavalhon, Ate, Sisteron, Gap, Ambrun vers Briançon amb enllaç cap al coll de Montgenèvre (-118 cònsol Cneus Domitius Ahenobarbus).[23]
- Via Julia Augusta: perllongament de la Via Aurelia i de la Via Postumia. De Gènova per Vado Ligure (Vada Sabatia), recorria la costa ligur per Albenga (Albingaunum) i Ventimiglia (Albintimilium), llavors travessava els Alps-Maritims vers l'oest, cap a Arles (Arelate) i Tarascó, enllaçant amb la Via Domitia (-13 August)
- Via dels Alps: de Valença a Gap i Briançon.
- Via d'Antoní: també coneguda amb el nom de via dels Helvis. Resseguia la riba dreta del Roine.
- Via romana de Saintes a Perigús: també coneguda amb el nom de Chemin Boisné.

- Via romana litoral: anomenada també Camin arriau en occità gascó el tros que passa per les Lanas. Enllaçava Bordeus amb Astorga (nord de la Península Ibèrica) passant pel país de Born, Dacs, Izura-Azme i Donazaharre.
- Via romana de Castelana a Entrevaus: de Castelana a Entrevaus passant per Briançonet.[24]

## Còrsega
- Via Corsica: de Mariana per Aleria, Præsidium, Portus Favonius vers Pallas (costa est de Còrsega).

## Hispània

Traçat de la Via Augusta.

- Traçat de la Via Augusta.Via Augusta: Perllongament de la Via Domitia a la península Ibèrica. Anava del coll de Panissars (Pirineus), prop de la Jonquera, fins a Cadis, passant per Gerunda, Bàrcino, Tarraco, València, Còrdova, Carmona i Sevilla (Hispalis) (-8 August).

- Via Delapilata: Coneguda actualment com a Via de la Plata. Des de Sevilla (Hispalis) per Mèrida (Emerita Augusta), Càceres (Castra Cecilia), Salamanca (Helmantica) i Lléo; un cop a Lleó es dirigia vers Gijón (Gegionem) o vers Astorga (-139 cònsol Quint Servili Cepió).[25]

- Via XVI: enllaçava Lisboa (Olissipo) amb Braga (Bracara Augusta), a través de Santarém (Scalabis), Conimbriga, Gaia (Cale) i Porto (Portus) .

- Via XVII: de Braga (Bracara Augusta) a Astorga (Asturica Augusta). Itinerari directe passant per Chaves (Aquae Flaviae).

- Via XVIII: també coneguda amb el nom de via Nova. De Braga (Bracara Augusta) a Astorga (Asturica Augusta) (79-80 legat C. Calpetanus Rantius Quirinalis Velerius Festus, sota el mandat de Vespasià i Tit, i restaurada amb Maximí el Traci).

- Via XIX: de Braga (Bracara Augusta) a Astorga (Asturica Augusta). Itinerari més llarg que el de la via XVIII.[26]

- Via XX: de Braga (Bracara Augusta) a Astorga (Asturica Augusta). Itinerari per loca maritima; aquest itinerari per la costa remuntava cap al nord fins a Brigantium (la Corunya); a partir de Lugo, s'ajuntava amb la via XIX per arribar a Astorga.[27]

- Viae Lusitanorum : passava per l'Algarve (Portugal): Castro Marim (Baesuris), Balsa, Faro (Ossonoba), Milreu, Cerro da Vila, Lagos (Lacobriga).
- Via del Capsacosta: variant de la Via Augusta. De la plana del Rosselló al Gironès, passant per Prats de Molló, Camprodon i la Vall de Bianya.[28]

## Britànnia

Vies romanes a Britànnia cap el 150 dC.

- Vies romanes a Britànnia cap el 150 dC.Akeman Street: Londres (Londinium) - St Albans (Verulamium) - Alchester - Cirencester (Corinium).[29]

- Dere Street: York (Eboracum) - Mur d'Antoní.

- Ermin Street: Cirencester (Corinium) - Swindon (Durocornovium ?) - Silchester (Calleva Atrebatum).

- Ermine Street: Londres - Lincoln (Lindum) - York (Eboracum).[30]

- Fen Causeway: Denver de Peterborough - Water Newton (Durobrivae).

- Fosse Way: Exeter (Isca Dumnonum) - Ilchester (Lindinis) - Bath (Aquae Sulis) - Cirencester (Corinium) - Leicester (Ratae) - Lincoln (Lindum).[31]

- King Street: Peterborough - Water Newton (Durobrivae) - South Kesteven, Lincolnshire.

- London-West of England Roman Roads.

- Peddars Way: ruta del Norfolk (comtat).[32]

- Stanegate: Borejava el mur d'Adrià. De Carlisle (Luguvallium) a Corbridge (Coria).[33]

- Watling Street: Dover (Dubris) - Canterbury (Durovernum) - Londres (Londinium) - St Albans (Verulamium) - Lichfield (Letocetum) - Wroxeter (Virconium).

- Watling Street: Ribechester (Brémetennacum) - Manchester (Mancunium) - Chester (Deva) - Wroxeter (Virconium) - Kenchester (Magnae).[34]

## Vies transalpines
Aquestes rutes enllaçaven Itàlia amb les actuals Alemanya, Àustria i Eslovènia.
- Via Claudia Augusta: Del Vèneto per Verona, Bozen (Pons Drusi), Meran (Statio Maiensis), pel Reschenpass, Finstermünz i el coll de Fern a través de Füssen (Foetes) vers Augsbourg (Augusta Vindelicorum) (15 Nero Claudius Drusus).[35]

- Via Claudia Augusta Altinate: D'Altino, a l'Adriàtic, per Feltre, la vall de Valsugana, Trento i el coll del Brenner vers Innsbruck, i llavors cap a Donauwörth (47).

- Via Decia: de Zirl (Teriolis) prop d'Innsbruck per la nova ramificació de la Via Claudia Altinate pel Zirler Berg, per la vall de Leutasch, per Lermoos, e través de la vall del Lech a la vall de Tannheim, per l'Oberjoch vers Bregenz (Brigantium) (250 Decius).

- Via Gemina: D'Aquileia a Ljubljana (Aemona).

- Via Julia Augusta (II): D'Aquileia vers el nord, per Zuglio (Iulium Carnicum) i el Plöckenpass fins al Drautal. A Irschen es bifurcava (castrum Ursen) vers Aguntum (près de Lienz/Tirol Oriental), Innichen (Littamum) i Veldidena (Wilten/Innsbruck), o bé cap a Teurnia (prop de Spittal an der Drau) i Virunum (prop de Klagenfurt) vers Iuvavum (Salzburg).

- Via Mala: de Milà pel coll de San-Bernardino a través de la vall de la Via Mala vers Lindau, i d'allí vers Basilea i Estrasburg (Argentoratum).

- Via Raetia: de Verona per Bozen, Sterzing, Brenner i Matreio vers Wilten prop d'Innsbruck (Veldidena) i vers Zirl (Teriolis) et Mittenwalde (Scarbia), Partenkirchen (Parthanum), Coreliacus et Epfach (Avodiaco) vers Augsburg (Augusta Vindelicorum).(traçat durant el govern de Septimi Sever).[36]

## Germània
Són les rutes que enllaçaven les colònies de la Renània amb la resta de l'Imperi, i diverses rutes estratègiques relacionades amb el limes. Antsanvia, Via Iulia, Via Claudia Augusta, Ausoniusstraße, Elisabethenstraße i Saalburgstraße.

## Balcans

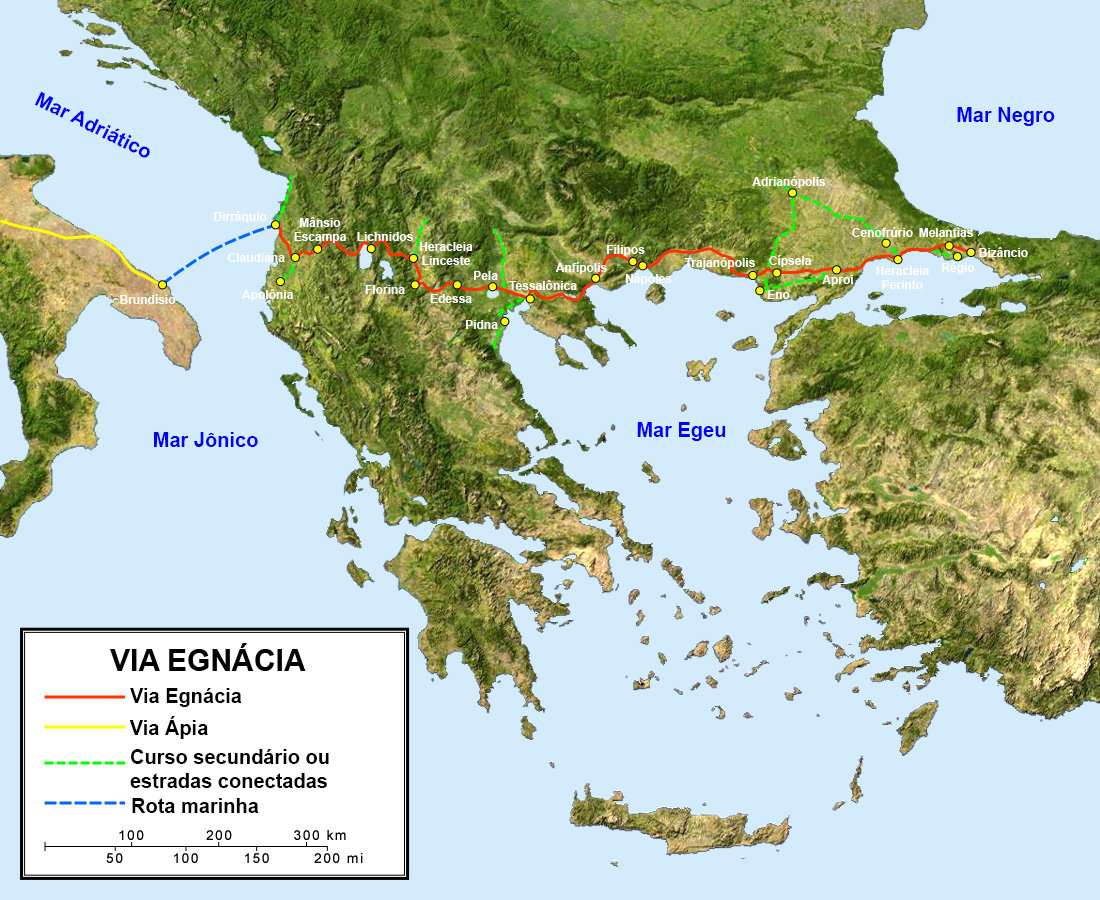
Via Egnàtia.

- Via Flavia: D'Aquileia, vers Trieste, Pola (Pula), per l'Istrie, vers Rijeka i la Dalmàcia (78)

- Via Egnatia: Perllongament de la Via Appia vers l'est de l'Adriàtic (Grècia), per Apol·lònia i Durrës (Albània), Ohrid, Tessalònica, Amfípolis i Alexandrúpoli vers Constantinoble (-146 Gaius Egnatius).[39]

- Via Militaris: enllaç nord-oest/sud-est per les Portes de Ferro cap el Bòsfor.
- Via Pontica: enllaç entre Bizanci i el delta del Danubi (Segle II).

## Àsia Menor i el Pròxim Orient
- Via Maris: via costanera nord-sud, que enllaçava Europa i el nord d'Àfrica. Reseguia la costa des de Grècia vers l'Àsia Menor, Beirut (Líban), Gaza i Ostrazina, el delta del Nil i El Caire.[40]

- Via Nova Traiana: Travessava la província d'Aràbia, de Bosrà (Síria) fins a Àqaba (Aila), a l'actual Jordània (114).[41]

## Nord d'Àfrica

Vies romanes del nord d'Àfrica.

### Territori de l'Àfrica proconsolar abans de Dioclecià
Segons l’Itinerari d'AntoníAfrica Roman map-pt.svg
- Via costanera passant per Skikda (Rusicade) vers Cartago
- Via de Cartago a Constantina (Cirta).
- Via de Tebessa (Theveste) a Sitifis (Sitifi), via Tazoult (Lambese).
- Via d'El Krib (Musti) a Constantina (Cirta).
- Via de Constantina (Cirta) a Annaba (Hippo Regius).
- Via d'Annaba (Hippone Regius) a Cartago, via Chimtou (Simitthu).
- Via d'Annaba (Hippo Regius) a Cartago, via El Kef (Sicca Veneria).
- Via de Thyna (Thaenae) a Tebessa (Theveste).
- Via de Haffouz ? (Aquae Regiae) a Sbiba (Sufes).
- Via de Zanfour (Assuras) a Thyna (Thaenae).
- Via de Tebourba (Thuburbo Minus) a Gabès (Tacapes), via Sidi Medien (Vallis).
- Via de Cartago a Sbeitla (Sufetula), via El Krib (Musti).
- Via de Cartago a Sbeitla (Sufetula), via Sussa (Adrumetum).
- Via d'El Djem (Thysdrus) a Tebessa (Theveste).
- Via de Tebessa (Theveste) a El Djem (Thysdrus), via (de) Germaniciana (no localitzada).
- Via de Sbiba (Sufes) a Sussa (Hadrumetum).Via romana al seu pas per Tall Aqibrin (Síria).

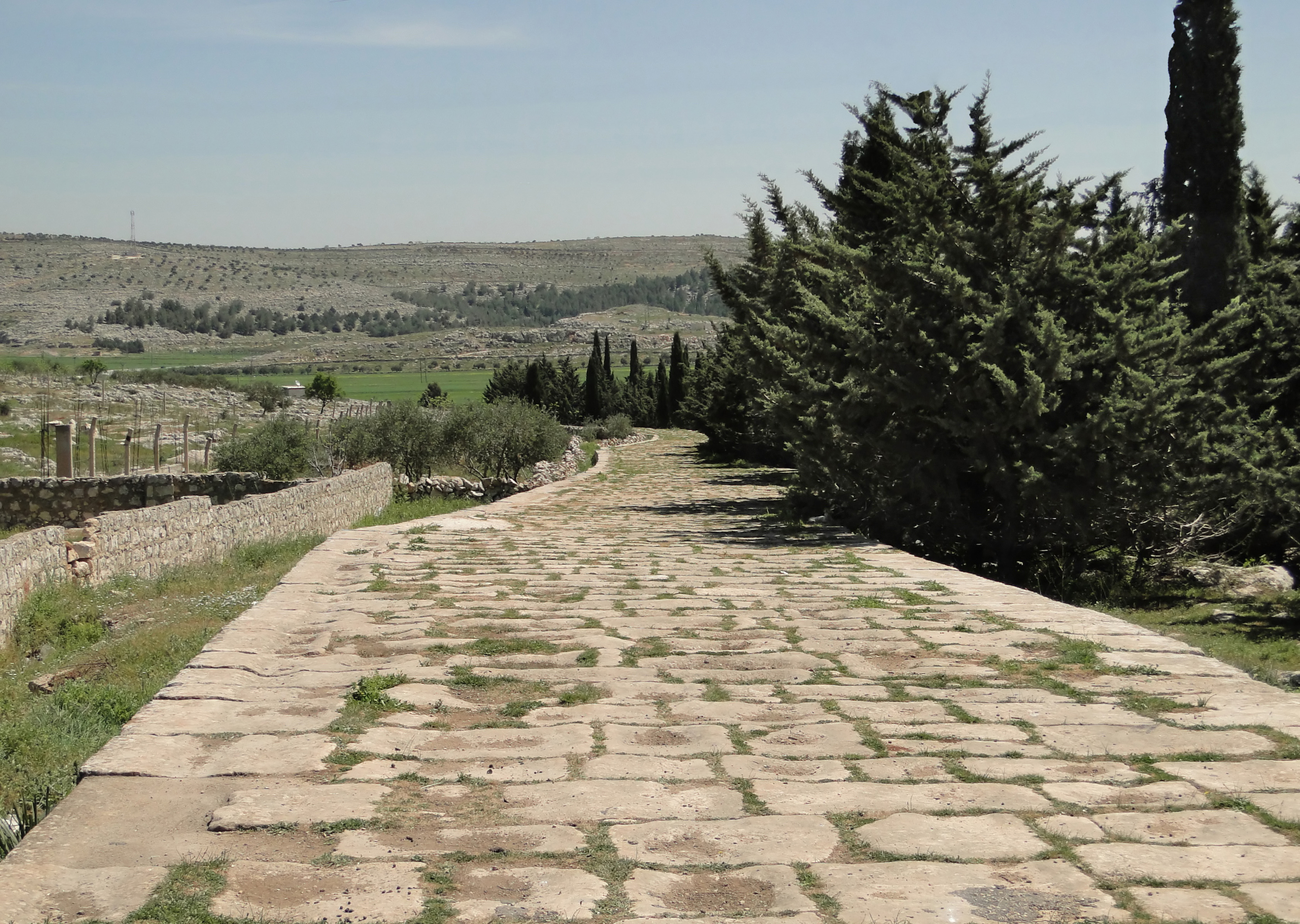
Via romana al seu pas per Tall Aqibrin (Síria).

- Via de Sbeïtla (Sufetula) a Kélibia (Clipea).
- Via de Cartago a Kélibia (Clipea).
- Via costanera de Cartago a Alexandria, via Thyna (Thaenae) i Lebda (Leptis Magna).
- Via anomenada limes Tripolitanus, de Gabès (Tacapes) a Lebda (Leptis Magna).
- Via de Medina El-Kdima (Thelepte) a Gabès (Tacapes).[42]

Segons la Taula de Peutinger
(Només les vies suplementàries)
- Vies de Gabès (Tacapes) a Medina El-Kdima (Thelepte), via Nefta (Nepte) i variants.
- Vies de Medina El-Kdima (Thélepte) a Takembrit (Siga) i variants.
- Via d'El Djem (Thysdrus) a Tébessa (Theveste), via Jama (Zama Regia).
- Via d'El Djem (Thysdrus) a Aïn Hedja (Agbia), via El Fahs (Thuburbo Majus).

## Rutes cap a l'Índia i l'Extrem Orient
Segons el Periple de la Mar Eritrea
- Via marítima de Quseir al-Qadim? (Myos Hormos) a Bharuch? (Barigaza), i variant vers Kodungal·lur (Muziris).
- Via maritima de Kodungal·lur (Muziris) a Ganges.
- Ruta de Bharuch? (Barigaza) a Tenduc? (Thinae), via riu Jhelum? (Alexandria Bucephalous)

- Ruta de la Seda a partir del segle i.